# روبرت رايت (ضابط)
روبرت رايت (بالإنجليزية: Robert Wright)‏ هو ضابط بريطاني، ولد في 10 يونيو 1947.